# Carlos Santana (baseball)
Pour le musicien, voir Carlos Santana.
Carlos Santana (né le 8 avril 1986 à Saint-Domingue, République dominicaine) est un joueur de premier but des Twins du Minnesota de la Ligue majeure de baseball. 
Au départ un receveur, Santana évolue pour les Indians de Cleveland de 2010 à 2017.

## Carrière

### Débuts
Carlos Santana obtient un premier contrat avec une équipe des majeures en 2004 alors qu'il signe sa première entente professionnelle avec les Dodgers de Los Angeles. Le 26 juillet 2008, alors que Santana évolue toujours en ligues mineures, il est transféré avec le lanceur John Meloan aux Indians de Cleveland en retour du joueur de troisième but Casey Blake.
Avant la saison de baseball 2010, les Ligues majeures de baseball classent Santana 11e dans la liste des 50 joueurs les plus prometteurs.

### Cleveland
Santana fait ses débuts dans les majeures le 11 juin 2010 avec les Indians de Cleveland dans un match face aux Nationals de Washington. Blanchi en trois apparitions à la plaque, il se reprend dès le lendemain, toujours contre Washington, en obtenant son premier coup sûr dans les grandes ligues, un double aux dépens de J. D. Martin. Plus tard dans le match, Martin accorde à Santana son premier coup de circuit en carrière.
Santana offre à Cleveland d'excellentes performances à l'attaque pour de nombreuses saisons. En 8 ans à Cleveland, de 2010 à 2017, il réussit 995 coups sûrs dont 174 circuits, et cumule 587 points produits et 573 points marqués. Il frappe plus de 20 circuits par saison au cours de 5 saisons. Après s'être imposé avec 27 circuits à sa première saison complète en 2011, il égale ce total en 2014 et atteint en 2016 ses records personnels de 34 circuits et 87 points produits. En 2014, il mène tous les joueurs du baseball majeur avec 113 buts sur balles. De 2013 à 2017, il ne rate jamais plus de 10 matchs des Indians par année.
Malgré ses performances, Santana ne décroche jamais d'invitation au match des étoiles durant ses années à Cleveland. En 2013, il reçoit cependant quelques votes au scrutin déterminant le joueur de l'année dans la Ligue américaine, terminant en 15e place.

#### Défensive
Le 2 août 2010 à Fenway Park, Santana est blessé au genou gauche dans une violente collision au marbre avec le joueur recrue des Red Sox de Boston, Ryan Kalish. Ce dernier est retiré en tentant de battre le relais du voltigeur des Indians Shin-Soo Choo, mais Santana reste étendu de longues minutes après l'impact et doit être transporté hors du terrain dans une voiturette, sa jambe gauche immobilisée,.
En 2011, Santana dispute 155 parties des Indians mais amorce une transition vers le poste de joueur de premier but. Il dispute 66 parties à cette position en défensive, bien que le poste de receveur (95 parties jouées) soit celui qu'il occupe le plus souvent. Sa moyenne au bâton est en baisse à ,239 mais il démontre de la puissance en attaque avec 27 coups de circuit. Il produit 79 points.
En 2013, Yan Gomes arrive à Cleveland et prend la relève de Santana comme principal receveur de l'équipe. Lorsque Gomes signe un contrat à long terme après la saison 2013, Cleveland décide de faire de Santana le joueur de troisième but de l'équipe au début de 2014,. 
L'expérience au troisième sac n'est pas couronnée de succès : le jeu de Santana est médiocre en défensive, et il connaît de plus des ennuis à l'attaque en début d'année. Il joue quelques parties au poste de receveur mais subit la deuxième commotion cérébrale de sa carrière. Après mai 2014, Cleveland le retourne au premier but. 
À ses trois dernières années à Cleveland, de 2015 à 2017, Santana est parfois frappeur désigné mais surtout joueur de premier but.

### Philadelphie
Le 20 décembre 2017, Carlos Santana, devenu agent libre, signe un contrat de 3 saisons avec les Phillies de Philadelphie.

## Statistiques
| Saison | Équipe       | G    | AB   | R   | H    | 2B  | 3B | HR  | RBI | SB | BA    |
| ------ | ------------ | ---- | ---- | --- | ---- | --- | -- | --- | --- | -- | ----- |
| 2010   | Cleveland    | 46   | 150  | 23  | 39   | 13  | 0  | 6   | 6   | 2  | 0,260 |
| 2011   | Cleveland    | 155  | 552  | 84  | 132  | 35  | 2  | 27  | 79  | 5  | 0,239 |
| 2012   | Cleveland    | 143  | 507  | 72  | 128  | 27  | 2  | 18  | 76  | 3  | 0,252 |
| 2013   | Cleveland    | 154  | 541  | 75  | 145  | 39  | 1  | 20  | 74  | 3  | 0,268 |
| 2014   | Cleveland    | 152  | 541  | 68  | 125  | 25  | 0  | 27  | 85  | 5  | 0,231 |
| 2015   | Cleveland    | 154  | 550  | 72  | 127  | 29  | 2  | 19  | 85  | 11 | 0,231 |
| 2016   | Cleveland    | 158  | 582  | 89  | 151  | 31  | 3  | 34  | 87  | 5  | 0,259 |
| 2017   | Cleveland    | 154  | 571  | 90  | 148  | 37  | 3  | 23  | 79  | 5  | 0,259 |
| 2018   | Philadelphie | 161  | 560  | 82  | 128  | 28  | 2  | 24  | 86  | 2  | 0,229 |
| Totaux | Totaux       | 1277 | 4554 | 655 | 1123 | 264 | 15 | 198 | 673 | 42 | 0,247 |

Note : G = Matches joués ; AB = Passages au bâton; R = Points ; H = Coups sûrs ; 2B = Doubles ; 3B = Triples ; 
HR = Coup de circuit ; RBI = Points produits ; SB = Buts volés ; BA = Moyenne au bâton.